# Anders Irbäck
Nils Anders Irbäck, född 22 juli 1960, är en svensk teoretisk fysiker och professor. Irbäck är som medlem i Nobelkommittén för fysik med och nominerar och utser vem som ska få Nobelpriset i fysik.

## Utbildning och karriär
Efter studentexamen från Stagneliusskolan i Kalmar började Irbäck studera vid Lunds universitet 1979. Han blev fil.dr. där 1988 på en avhandling med titeln "Nonperturbative aspects of Gauge theories". Därefter följde arbete vid universitetet i Bielefeld och vid CERN i Genève innan han återvände till Lunds universitet 1993. Irbäck startade sin forskarkarriär inom teoretisk elementarpartikelfysik men har sedan 90-talets mitt bedrivit forskning i gränslandet mellan fysik, kemi och biologi, med grund i fysikaliska modeller. Hans arbete är fokuserat inom fältet för teoretisk biofysik med proteiner som huvudområde. Sedan 2003 är Irbäck professor i teoretisk fysik vid Lunds universitet. Där han är verksam vid Beräkningsvetenskap för hälsa och miljö (COSHE) vid Centrum för miljö- och klimatvetenskap (CEC), tidigare Beräkningsbiologi och biologisk fysik vid Institutionen för astronomi och teoretisk fysik.

## Uppdrag och medlemskap i lärdomssällskap
- Medlem av Kungliga Fysiografiska Sällskapet i Lund sedan 2007
- Medlem av Kungliga Vetenskapsakademien sedan 2013
- Medlem av Nobelkommittén för fysik sedan 2017